# 王者の遊戯
『王者の遊戯』（おうじゃのゆうぎ）は、緒里たばさによる日本の漫画作品。『月刊コミック@バンチ』（新潮社）にて、2012年9月号から2015年7月号まで連載された。完結後に2015年7月9日発売の『ゴーゴーバンチ』（同）vol.8にて、番外編が掲載された。単行本は全6巻。「三国志もの」では珍しい、「軍師」を題材とした作品となっている。

## あらすじ
中国・三国志の時代が舞台。「軍師であるために」自らの成長を捨てる秘術を受け、特殊な能力を得た少年軍師が将軍と「何があっても決して互いを裏切らない」という刎頸之交（ふんけいのまじわり）という誓いを結び、相棒となって戦場を駆け抜ける。

## 登場人物

### 曹操軍の軍師・武将
郭嘉（かくか）
この物語の主人公。軍師。他の軍師が使用をする術を見ることで自分も同じ術を使えるようになる術を使う。
職を求め洛陽から河北の都・鄴（ぎょう）へ行き、蘭と出会う。
袁紹軍の最強部隊である沮授・文醜隊と、「上賢の戦戯（じょうけんのせんぎ）」で戦った後、
袁尚の麾下として蘭と共に登用された。
戦も戦戯と見ているため、戦場を数値だけで見ていると軍師・田豊が郭嘉の軍師としての危険性を袁尚に伝えている。
後、袁紹の「天子を曹操から奪い殺せ」という命を受け、討伐隊として作戦の指揮をとるが自らの術を暴走させてしまう。
術の暴走が収まった後は典韋に保護され、曹操軍の軍師となる。
曹操（そうそう）
曹操軍の君主。軍師は荀彧。
酒家で郭嘉・蘭と出会う。
荀彧（じゅんいく）
曹操軍の軍師。刎頸之友の将軍は曹操。鳶色の髪と瞳を持つ。
酒家で郭嘉・蘭と出会う。
冥府の門を開く術を使う。
荀攸（じゅんゆう）
郭嘉の友人。軍師。「鳥の眼」という術を使う。
軍師を廃業したと言っているが理由は不明。
典韋（てんい）
曹操軍の将軍。「天子を救出せよ」の命を受け袁紹軍内の討伐隊に攻撃を仕掛けてくる。

### 劉備軍の軍師・武将
劉備（りゅうび）
劉備軍の長にして、関羽、張飛と桃園にて義兄弟の契りを交わした三義兄弟の長兄。字は玄徳。
徐州牧として善政を敷いていたが、ひとたび受け入れた呂布に裏切られ、居城のあった下邳を奪われる。その際呂布には「弟」と扱われ、それを受け入れてしまう。その後、与えられた小沛の地で再起を図るも再度呂布に襲われ、曹操の元に身を寄せることとなった。
不思議でとらえどころのない雰囲気の持ち主で、基本的に物事には動じない人物だが、人の名をすぐに忘れてしまうという一面も持つ。
また、「軍師殺しの趙雲」に師を殺されたという過去がある。
関羽（かんう）
劉備軍の将であり、劉三義兄弟の次兄。
張飛（ちょうひ）
劉備軍の将であり、劉三義兄弟の末弟。
趙雲（ちょううん）（別名：蘭（らん）)
袁紹軍にいた将軍。『軍師殺しの趙雲』とも言われている。
軍事演習をさぼっている時に郭嘉と出会い仮印という形で刎頸之交を結ぶ。
郭嘉とともに討伐隊に居た際に瀕死の重傷を負うが天子の術で復活。
生き返った際に郭嘉と共に袁紹軍に居た頃の記憶を失ってしまう。

### 袁紹軍の軍師・武将
袁紹（えんしょう）
複数の少年軍師を臣下に置く君主。冀州牧。天子を殺し自らが天子になろうとしている。
若い頃に、曹操が祖父宅から持ち出した「軍師の秘術の書」を見たことで自分の身の周りの世話をさせていた婢（はしため）が自らの成長を秘術で止められていたことを知り、軍師を作る能力を持ちながら正しく使おうとしない宮中の宦官を皆殺しにしている。
沮授（そじゅ）
袁紹軍筆頭軍師。刎頸之友の将軍は文醜。風を操る「風鼓六甲の術」を使う。
短気な性格で文醜がなだめ役になっている。
「天子を曹操から奪い殺せ」という袁紹の命により討伐隊として選ばれた。
文醜（ぶんしゅう）
沮授と刎頸之友の将軍。「上賢の戦戯」で蘭と一騎討ちになり、左手を失う。
郭図（かくと）
袁紹軍の軍師。刎頸之友の将軍は顔良。
顔良（がんりょう）
袁紹軍の将軍。刎頸之友の軍師は郭図。職を求め鄴（ぎょう）に来た郭嘉に対して、郭図のふりをして面会をした。
袁尚（えんしょう）
袁紹の子息。三男。郭嘉と蘭を麾下に置く。
許攸（きょゆう）
袁紹軍の軍師。草を伸ばし敵を捕獲する術を使う。沮授と共に討伐隊に選ばれた。
郭嘉が軍事演習を見ていた時に捕獲をして沮授に術を見ていたことを伝え、沮授を怒らせて「上賢の戦戯」を行わせた。
張郃（ちょうこう）
許攸と刎頸之友の将軍。無口で仮面を被っているので表情などが不明。
辛評（しんぴょう）
袁紹軍の軍師。
審配（しんぱい）
袁紹軍の軍師。
荀諶（じゅんしん）
袁紹軍の軍師。
田豊（でんほう）
袁紹軍の軍師。
徐勛（じょくん）
袁紹軍の将軍。
逢紀（ほうき）
袁紹軍の軍師。

## その他の人物
劉伯和（りゅうはくわ）
漢王朝第14代皇帝。董卓亡き後に長安を脱して洛陽に向かっているときに蘭と出会う。
呂布（りょふ）
陳宮（ちんきゅう）

## 用語
軍師
秘術を受け自らの成長を止めて特殊な能力を得ている。軍師の心身は非常にもろく、戦場に出ると敵に狙われる危険性が高いので、自身の相棒として武将を選び、刎頸之交を誓う。
刎頸之交（ふんけいのまじわり）
軍師が自身の相棒として武将を選び「何があっても決して互いを裏切らない」という誓い。誓いを解除する『返印之戯』（へんいんのぎ）もある。
上賢の戦戯（じょうけんのせんぎ）
軍師と軍師が出会い決着をつけるために行う戦戯。

## 書誌情報
- 緒里たばさ 『王者の遊戯』 新潮社〈BUNCH COMICS〉、全6巻
  1. 2012年12月8日発売[5]、ISBN 978-4-10-771687-3
  2. 2013年5月9日発売[6][7]、ISBN 978-4-10-771705-4
  3. 2013年11月9日発売[8][9]、ISBN 978-4-10-771723-8
  4. 2014年6月9日発売[10][11]、ISBN 978-4-10-771750-4
  5. 2014年11月8日発売[12][13]、ISBN 978-4-10-771784-9
  6. 2015年6月9日発売[14][15]、ISBN 978-4-10-771824-2